# Hosterwitz/Pillnitz
Hosterwitz/Pillnitz mit Niederpoyritz, Oberpoyritz und Söbrigen ist ein statistischer Stadtteil Dresdens im Stadtbezirk Loschwitz.

## Lage
Der statistische Stadtteil erstreckt sich entlang der Elbe und der Dresdner Elbhänge im Osten der Landeshauptstadt. Er ist im Norden umgeben von Schönfeld/Schullwitz und Gönnsdorf/Pappritz in der Ortschaft Schönfeld-Weißig. Weiter östlich liegen die Ortsteile Graupa und Birkwitz-Pratzschwitz der Kreisstadt Pirna. Südwestlich, also auf gegenüberliegender Elbseite, befinden sich Kleinzschachwitz und Laubegast im Stadtbezirk Leuben. Nordwestlich grenzt Hosterwitz/Pillnitz an Loschwitz/Wachwitz.

## Gliederung
Der Statistische Stadtteil gliedert sich in folgende statistische Bezirke:
- 431 Niederpoyritz
- 432 Hosterwitz
- 433 Pillnitz
- 434 Oberpoyritz
- 435 Söbrigen

Bis auf Oberpoyritz befinden sich alle Stadtteile, immer noch in dörflichen Strukturen mit ihren historischen Dorfkernen, am Elbufer.

## Verkehr
Durch den Stadtteil verläuft die Pillnitzer Landstraße, die auf rechter Elbseite bis nach Loschwitz zum Körnerplatz und dort zum Blauen Wunder führt. Auf dieser Straße durchquert die Buslinie 63 der Dresdner Verkehrsbetriebe den Stadtteil. In Pillnitz beginnen außerdem die Buslinie 83 und die Pirnaer Stadtbuslinie P.
Zwischen Pillnitz und Kleinzschachwitz überquert die Schlossfähre, die einzige Autofähre der Dresdner Verkehrsbetriebe, die Elbe. Bei Pillnitz legen Schiffe der Sächsischen Dampfschifffahrt an.